# Eurileont de Selinunt
Eurileont (en grec antic: Εὐρυλέων, llatí: Euryleon) fou un colonitzador espartà que va acompanyar Dorieu a Sicília per establir una colònia cap a la meitat del segle vi aC. Més tard esdevengué tirà de Selinunt.
Quasi tots els colons espartans van morir en una batalla contra els cartaginesos i els egestans; Eurileont va ser l'únic cabdill que es va poder escapar, i amb les restes dels colons es va apoderar de Minoa, una colònia de Selinunt, que va refundar com a Heraclea. Va ajudar el poble de Selinunt a fer fora el seu tirà Pitàgores, segons que explica Heròdot. El mateix Heròdot diu que Eurileont va acabar per esdevenir tirà de Selinunt, però els habitants de Selinunt es van alçar contra ell i el van matar, tot i que s'havia refugiat a l'altar de Zeus.